# Smith & Tinker
Smith & Tinker war ein US-amerikanischer Computerspielentwickler, ansässig in Bellevue (Washington). Die Firma wurde von Jordan Weisman, Tim Lebel and Joe Lawandus im April 2007 gegründet. 
Am 15. Oktober 2007 gab das Unternehmen bekannt, dass es Lizenzen von Shadowrun, MechWarrior, Crimson Skies und andere FASA-Titel erworben hat.
Das erste Spiel von Smith & Tinker sollte ein Onlinespiel (online battle game) namens Nanovor werden, dessen Zielgruppe 7–12-jährige Kinder sein sollten. Die öffentliche Betaversion erschien im Mai 2009. Der erwartete Erfolg blieb allerdings aus. In der Folge blieb eine weiterführende Aufrechterhaltung des Spiels aus. Eine Portierung auf Apple-Geräte war angedacht und führte zu Entlassungen von über der Hälfte der Angestellten, jedoch konnten diese Pläne nicht umgesetzt werden.
Am 8. Juni 2009 gab Smith & Tinker bekannt, dass sie derzeit zusammen mit dem Computerspielentwicklerstudio Piranha Games am fünften Teil der MechWarrior-Reihe arbeiten.
Ende Oktober 2011 gab Piranha Games bekannt weiter an dem Spiel zu arbeiten und eine entsprechende Lizenzvereinbarung mit Smith & Tinker getroffen zu haben. Es soll jedoch als Online-Spiel nach dem Free-to-play-Modell unter dem Namen MechWarrior Online in der zweiten Jahreshälfte 2012 erscheinen.
Da Nanovor die Erwartungen nicht erfüllen konnte und entsprechende Rettungsmaßnahmen scheiterten, wurde das Studio zum 8. November 2012 geschlossen. Die zuvor erworbenen Rechte an Mechwarrior liegen nun wieder bei Microsoft und teilweise bei Piranha Games.
Der Name des Unternehmens basiert auf einer fiktiven Figur in der Buchreihe Land of Oz, die Künstler und Erfinder ist.